# Younès El Aynaoui
Younès El Aynaoui (en arabe : يونس العيناوي) de son nom complet Younès Frédéric El Aynaoui, né le 12 septembre 1971 à Rabat, est un joueur de tennis marocain, professionnel de 1990 à 2008. 
Il est le premier joueur professionnel de tennis marocain, à l'âge de dix-huit ans. Il est vainqueur de cinq tournois pour onze finales perdues en simple dans sa carrière.
Il fait également partie de l'équipe du Maroc de Coupe Davis de 1990 à 2008 (avec un bilan de 26 victoires pour 11 défaites en simple) permettant  à cette équipe d'être présente dans le groupe mondial en 2001, 2002 et 2004 avec ses compatriotes Hicham Arazi et Karim Alami.

## Biographie

### Début de carrière
Younès El Aynaoui naît le 12 septembre 1971 à Rabat, fils d'un père marocain, Boumedienne El Aynaoui, et d'une mère française, Odette, originaire de la commune de Sarlat-la-Canéda au sud-ouest de la France. La famille grandit dans le quartier d'Agdal, où son père travaille dans la fonction publique marocaine, tandis que sa mère est employée à l'ambassade de Rabat. Lorsqu'il a quinze ans, El Aynaoui adopte une passion à travers le tennis, influencé par Yannick Noah, notamment après que ce dernier ait remporté le tournoi des Internationaux de France de tennis.
Bien que ses parents soient initialement opposés à l’idée qu’il poursuive une carrière dans le tennis professionnel, ils finissent par soutenir sa vocation. Il grandit dans un environnement francophone et arabophone, et fréquente le lycée Descartes à Rabat, un établissement réputé de la capitale. Younès El Aynaoui quitte le Lycée Descartes de Rabat en 1986 pour s'engager dans le tennis professionnel. En 1989, il rejoint le club de formation Villa Primrose à Bordeaux contre la volonté de son père, qui empêche Younès de se lancer dans ce sport, partant du principe qu'aucun joueur marocain n'a réussit dans ce domaine. En 1990, il intensifie sa formation à la Nick Bollettieri Tennis Academy en Floride (États-Unis) et devient par la même occassion joueur de tennis professionnel, devenant ainsi le premier joueur de tennis marocain de l'histoire.

### Grave blessure et retour sur le Circuit
Il remporte le Prix du retour de l'année à la suite de son retour en 1997 après 7 mois d'absence pour blessure au genou :  il fit en effet un bond au classement de la 444e place mondiale à l'ATP à la 49e. Il a également reçu en 1992 le prix d'honneur de l'ATP pour sa disposition vis-à-vis de la presse internationale.
Il remporte son premier titre sur le Circuit ATP lors du Grolsch Open d'Amsterdam en 1999, disposant facilement en finale de l'Argentin Mariano Zabaleta en deux sets (6-0, 6-3).

### Apogée
Le 14 avril 2002, il remporte le Grand-Prix Hassan II dans son pays natal, le Maroc. Il enchaîne le 5 mai 2002 en remportant son dernier titre sur le Circuit ATP lors du BMW Open de Munich, battant en finale l'Allemand Rainer Schuettler en deux sets (6-4, 6-4). La même année, il atteint également les finales à Dubaï et Bastad. C'est en 2003 qu'il atteint son meilleur classement à l'ATP, 22e mondial après avoir remporté le premier tournoi de l'année du circuit ATP, le tournoi de Doha, il finit l'année 14e grâce notamment à sa qualification pour les quarts de finale de l'Open d'Australie et de l'US Open ainsi que pour les demi-finales du Masters de Madrid.
Après 16 mois d'absence sur le circuit (septembre 2008), il dispute en janvier 2010 l'ultime tournoi de sa carrière à Doha. Après une victoire contre Ryle Deheart au premier tour, il s'incline contre Steve Darcis au tour suivant.
Il a détenu le record du 5e set le plus long de l'histoire, face à Andy Roddick lors de l'Open d'Australie 2003, fini sur le score de 21-19. El Aynaoui a eu une balle de demi-finale à 5-4 mais Roddick la sauve d'un coup droit décroisé. John McEnroe dit sur le coup « que c'était le plus beau match qu'il ait vu de toute sa vie ». Score final : 4-6, 7-65, 4-6, 6-4, 21-19.
En juin 2003 à Halle, il bat au premier tour Christopher Koderisch, jeune joueur local entré sur invitation et classé 1355e, en 49 minutes 6-1, 6-2. Il décide alors de jouer un set supplémentaire pour le public.

### Reconversion
Younès El Aynaoui est actuellement directeur du « Nancy Tennis Classic », véritable show tennistique qui propose des matchs exhibitions avec les légendes du tennis mondial, et dont les fonds récoltés sont reversés à l'ARSLA, Association pour la Recherche sur la sclérose latérale amyotrophique (SLA), maladie aussi appelée maladie de Charcot. Il vient ainsi en aide à l'association nancéienne « Les amis de Charles » qui lutte contre cette maladie et dont il est le parrain.

### Vie privée
Il a quatre enfants et vit au Maroc. L'un de ses fils est Neil El Aynaoui, footballeur professionnel. Il parle sept langues : l'arabe, le français, l'anglais, l'allemand, l'italien, le portugais et l'espagnol.

## Style de jeu
El Aynaoui, réputé pour sa combativité, était connu pour son redoutable service : pouvant dépasser les 205 km/h, il tournait régulièrement aux alentours de 185 km/h. Il faisait aussi beaucoup d'aces, en prouvent ses 33 aces contre Lleyton Hewitt en 2003. Il pouvait aussi compter sur un fabuleux coup droit, frappé à plat. Cependant, son revers n'est pas très bon, il commettait beaucoup de fautes en revers, même si cette prise de risque pouvait se transformer en passings de revers merveilleux. Sa qualité de volée est aussi très bonne, il distillait des amorties assassines pour se sortir d'échanges mal engagés.

## Palmarès

### Titres en simple messieurs
| No | Date       | Nom et lieu du tournoi           | Catégorie   | Dotation  | Surface      | Finaliste        | Score         |          |
| -- | ---------- | -------------------------------- | ----------- | --------- | ------------ | ---------------- | ------------- | -------- |
| 1  | 02-08-1999 | Grolsch Open, Amsterdam          | Int' Series | 475 000 $ | Terre (ext.) | Mariano Zabaleta | 6-0, 6-3      | Parcours |
| 2  | 10-09-2001 | Gelsor Open Romania, Bucarest    | Int' Series | 375 000 $ | Terre (ext.) | Albert Montañés  | 7-65, 7-62    | Parcours |
| 3  | 31-12-2001 | Qatar ExxonMobil Open, Doha      | Int' Series | 975 000 $ | Dur (ext.)   | Félix Mantilla   | 4-6, 6-2, 6-2 | Parcours |
| 4  | 08-04-2002 | Grand-Prix Hassan II, Casablanca | Int' Series | 356 000 $ | Terre (ext.) | Guillermo Cañas  | 3-6, 6-3, 6-2 | Parcours |
| 5  | 29-04-2002 | BMW Open, Munich                 | Int' Series | 356 000 $ | Terre (ext.) | Rainer Schüttler | 6-4, 6-4      | Parcours |

### Finales en simple messieurs
| No | Date       | Nom et lieu du tournoi                | Catégorie    | Dotation  | Surface         | Vainqueur              | Score                    |          |
| -- | ---------- | ------------------------------------- | ------------ | --------- | --------------- | ---------------------- | ------------------------ | -------- |
| 1  | 15-03-1993 | Grand-Prix Hassan II, Casablanca      | World Series | 175 000 $ | Terre (ext.)    | Guillermo Pérez Roldán | 6-4, 6-3                 |          |
| 2  | 01-01-1996 | Qatar Mobil Open, Doha                | World Series | 600 000 $ | Dur (ext.)      | Petr Korda             | 7-65, 2-6, 7-65          |          |
| 3  | 08-01-1996 | Indonesian Open, Jakarta              | World Series | 303 000 $ | Dur (ext.)      | Sjeng Schalken         | 6-3, 6-2                 |          |
| 4  | 29-07-1996 | Grolsch Open, Amsterdam               | World Series | 475 000 $ | Terre (ext.)    | Francisco Clavet       | 7-5, 6-1, 6-1            |          |
| 5  | 09-11-1998 | Chevrolet Cup, Santiago               | Int' Series  | 315 000 $ | Terre (ext.)    | Francisco Clavet       | 6-2, 6-4                 |          |
| 6  | 06-03-2000 | Cerveza Club Colombia Open, Bogota    | Int' Series  | 350 000 $ | Terre (ext.)    | Mariano Puerta         | 6-4, 7-65                |          |
| 7  | 16-07-2001 | Energis Open, Amsterdam               | Int' Series  | 375 000 $ | Terre (ext.)    | Àlex Corretja          | 6-3, 5-7, 7-60, 3-6, 6-4 | Parcours |
| 8  | 08-10-2001 | Grand Prix de tennis de Lyon, Lyon    | Int' Series  | 775 000 $ | Moquette (int.) | Ivan Ljubičić          | 6-3, 6-2                 | Parcours |
| 9  | 25-02-2002 | The Dubai Tennis Championships, Dubaï | Series Gold  | 900 000 $ | Dur (ext.)      | Fabrice Santoro        | 6-4, 3-6, 6-3            | Parcours |
| 10 | 08-07-2002 | Swedish Open, Båstad                  | Int' Series  | 356 000 $ | Terre (ext.)    | Carlos Moyà            | 6-3, 2-6, 7-5            | Parcours |
| 11 | 07-04-2003 | Grand-Prix Hassan II, Casablanca      | Int' Series  | 375 000 $ | Terre (ext.)    | Julien Boutter         | 6-2, 2-6, 6-1            | Parcours |

## Parcours dans les tournois duGrand Chelem

### En simple
| Année | Open d'Australie | Open d'Australie | Internationaux de France | Internationaux de France | Wimbledon       | Wimbledon    | US Open         | US Open       |
| ----- | ---------------- | ---------------- | ------------------------ | ------------------------ | --------------- | ------------ | --------------- | ------------- |
| 1994  | 2e tour (1/32)   | L. Jonsson       | 1er tour (1/64)          | R. Vašek                 | 1er tour (1/64) | S. Doseděl   | 1er tour (1/64) | D. Vacek      |
| 1995  | 1er tour (1/64)  | L. Burgsmüller   | 1/8 de finale            | A. Agassi                | —               | —            | —               | —             |
| 1996  | —                | —                | 1er tour (1/64)          | P. Haarhuis              | 1er tour (1/64) | G. Raoux     | 1er tour (1/64) | T. Martin     |
| 1997  | —                | —                | —                        | —                        | —               | —            | —               | —             |
| 1998  | —                | —                | —                        | —                        | —               | —            | —               | —             |
| 1999  | 2e tour (1/32)   | J. Courier       | 2e tour (1/32)           | F. Meligeni              | 2e tour (1/32)  | A. Martín    | 2e tour (1/32)  | M. Larsson    |
| 2000  | 1/4 de finale    | I. Kafelnikov    | 1/8 de finale            | F. Squillari             | 3e tour (1/16)  | V. Voltchkov | 1er tour (1/64) | K. Alami      |
| 2001  | 1er tour (1/64)  | I. Heuberger     | 2e tour (1/32)           | L. Burgsmüller           | 3e tour (1/16)  | L. Hewitt    | 1er tour (1/64) | G. Rusedski   |
| 2002  | 3e tour (1/16)   | T. Johansson     | 2e tour (1/32)           | A. Montañés              | 1er tour (1/64) | I. Labadze   | 1/4 de finale   | L. Hewitt     |
| 2003  | 1/4 de finale    | A. Roddick       | 3e tour (1/16)           | M. Zabaleta              | 3e tour (1/16)  | A. Agassi    | 1/4 de finale   | D. Nalbandian |
| 2004  | 1er tour (1/64)  | G. Blanco        | —                        | —                        | —               | —            | 1er tour (1/64) | T. Dent       |
| 2005  | —                | —                | —                        | —                        | —               | —            | 1er tour (1/64) | P. Srichaphan |

N.B. : à droite du résultat se trouve le nom de l'ultime adversaire.

### En double
| Année | Open d'Australie                                                         | Open d'Australie                                                                | Internationaux de France                                                           | Internationaux de France                                                       | Wimbledon | Wimbledon | US Open                                                                              | US Open |
| ----- | ------------------------------------------------------------------------ | ------------------------------------------------------------------------------- | ---------------------------------------------------------------------------------- | ------------------------------------------------------------------------------ | --------- | --------- | ------------------------------------------------------------------------------------ | ------- |
| 2003  | 2e tour (1/16) H. Arazi \|\| style="text-align:left;" \| L. Paes D. Rikl | 1/8 de finale T. Vanhoudt \|\| style="text-align:left;" \| W. Arthurs P. Hanley | 2e tour (1/16) H. Arazi \|\| style="text-align:left;" \| J. Björkman T. Woodbridge | 1er tour (1/32) H. Arazi \|\| style="text-align:left;" \| M. Llodra F. Santoro |           |           |                                                                                      |         |
| 2004  | —                                                                        | —                                                                               | —                                                                                  | —                                                                              | —         | —         | —                                                                                    | —       |
| 2005  | —                                                                        | —                                                                               | —                                                                                  | —                                                                              | —         | —         | 1er tour (1/32) T. Vanhoudt \|\| style="text-align:left;" \| Y. Allegro D. Bracciali |         |

N.B. : le nom du ou de la partenaire se trouve sous le résultat ; le nom des ultimes adversaires se trouve à droite.

## Parcours dans lesMasters 1000
| Année | Indian Wells         | Miami                   | Monte-Carlo            | Rome                     | Hambourg                | Canada                | Cincinnati          | Stockholm puis Essen puis Stuttgart puis Madrid | Paris               |
| ----- | -------------------- | ----------------------- | ---------------------- | ------------------------ | ----------------------- | --------------------- | ------------------- | ----------------------------------------------- | ------------------- |
| 1994  | —                    | —                       | 1er tour J. Courier    | 1er tour A. Olhovskiy    | —                       | —                     | —                   | —                                               | —                   |
| 1995  | —                    | —                       | —                      | —                        | —                       | —                     | —                   | —                                               | —                   |
| 1996  | 1er tour A. Boetsch  | —                       | —                      | 1er tour R. Reneberg     | —                       | —                     | —                   | —                                               | —                   |
| 1997  | —                    | —                       | —                      | —                        | —                       | —                     | —                   | —                                               | —                   |
| 1998  | —                    | —                       | —                      | —                        | —                       | —                     | —                   | —                                               | —                   |
| 1999  | —                    | 1er tour D. Hrbatý      | 1er tour A. Pavel      | 1er tour F. Clavet       | 1er tour J. Novák       | —                     | —                   | 1er tour F. Santoro                             | 2e tour A. Agassi   |
| 2000  | 1er tour D. Hrbatý   | 2e tour B. Black        | 1er tour S. Sargsian   | 1/8 de finale G. Kuerten | 1/8 de finale M. Norman | —                     | —                   | 1/8 de finale M. Chang                          | —                   |
| 2001  | 1er tour J. Björkman | 2e tour R. Federer      | 1er tour G. Kuerten    | —                        | 1er tour A. Calleri     | —                     | —                   | —                                               | —                   |
| 2002  | 1er tour S. Koubek   | 2e tour A. Calleri      | 2e tour M. Ríos        | 1er tour J. Blake        | 1/8 de finale S. Koubek | 2e tour I. Kafelnikov | 1er tour A. Agassi  | 2e tour F. López                                | 1er tour K. Carlsen |
| 2003  | 1er tour L. Hewitt   | 1/4 de finale A. Agassi | 1er tour I. Kafelnikov | 1er tour I. Kafelnikov   | 1er tour O. Rochus      | 2e tour J. C. Ferrero | 2e tour M. Zabaleta | 1/2 finale N. Massú                             | 2e tour H. Arazi    |
| 2004  | —                    | —                       | —                      | —                        | —                       | —                     | 1er tour T. Henman  | —                                               | —                   |
| 2005  | —                    | 1er tour I. Labadze     | 1er tour A. Montañés   | 1er tour F. Volandri     | —                       | 2e tour T. Robredo    | 1er tour J. Acasuso | —                                               | —                   |

N.B. : sous le résultat se trouve le nom de l’ultime adversaire.

## Classement ATP en fin de saison
| Année | 1990 | 1991 | 1992 | 1993 | 1994 | 1995 | 1996 | 1997 | 1998 | 1999 | 2000 | 2001 | 2002 | 2003 | 2004 | 2005 | 2006 | 2007 | 2008 |
| Rang  | 351  | 570  | 311  | 51   | 115  | 112  | 70   | 237  | 49   | 34   | 25   | 38   | 22   | 14   | 638  | 229  | 192  | 170  | 202  |

Source : (en) Classements de Younès El Aynaoui sur le site officiel de la Fédération internationale de tennis